# Lsjbot
Lsjbot er en bot drevet af Lars Sverker Johansson (akronym Lsj), der opretter korte Wikipedia-artikler (såkaldt stubbe) på basis af digitale kilder og databaser på svensk og to filippinske sprog, cebuano og waray.
Bottens arbejde har medført, at Wikipedia på de tre sprog har langt flere artikler end tilsvarende sprog. 15. juni 2013 rundede Svensk Wikipedia således en million artikler med en artikel Lsjbot havde oprettet om sommerfuglearten Erysichton elaborata. På det tidspunkt var omkring halvdelen af artiklerne på Svensk Wikipedia skabt med bot. I august 2013 oprettede Lsjbot ca. 7.200 artikler om dagen på Svensk Wikipedia, hvilket var det højeste antal artikler pr. dag for en Wikipedia.
Ifølge The Wall Street Journal havde Lsjbot pr. juli 2014 oprettet 2,7 mio. artikler på Wikipedia, hvilket på det tidspunkt svarede til ca. 8,5 % af det samlede antal artikler på Wikipedia. Ved produktionen af artikler benyttede Lsjbot sig af databaser så som den biologiske artsfortegnelse Catalogue of Life. På de filippinske sprog oprettede Lsjbot artikler om filippinske byer.
Efter interviewet med Sverker Johansson i Wall Street Journal blev der fortalt om Lsjbot i en række internationale medier. Kritikere bemærkede at Lsjbots arbejde førte til en mængde artikler med overfladisk og rudimentær information. Med de bot-generede artikler blev der lagt vægt på kvantitet i stedet for kvalitet.
Lsjbot ophørte med at være aktiv på waray i november 2015, og siden november 2016 er den heller ikke længere aktiv på svensk. I alt har Lsjbot oprettet 3.023.654 artikler på Svensk Wikipedia ud af et samlet antal på 3,8 mio. artikler.